# Philodromus cinereus
Philodromus cinereus là một loài nhện trong họ Philodromidae.
Loài này thuộc chi Philodromus. Philodromus cinereus được Octavius Pickard-Cambridge miêu tả năm 1876.